# Митряево (Башкортостан)
Митряево (баш. Митрәй) — деревня в Мишкинском районе Республики Башкортостан Российской Федерации. Входит в состав Ирсаевского сельсовета.

## География

### Географическое положение
Расстояние до:
- районного центра (Мишкино): 5 км,
- центра сельсовета (Ирсаево): 1 км,
- ближайшей ж/д станции (Загородная): 122 км.

## Население
| 2002 | 2009 | 2010 |
| ---- | ---- | ---- |
| 251  | ↘237 | ↗254 |

Национальный состав
Согласно переписи 2002 года, преобладающая национальность — марийцы (95 %).